# Ратковске Бистре
Ратковске Бистре (слч. Ratkovské Bystré) насељено је мјесто са административним статусом сеоске општине (слч. obec) у округу Ревуца, у Банскобистричком крају, Словачка Република.

## Становништво
| Година:    | 1994. | 2004.    | 2014.   | 2024.    |
| ---------- | ----- | -------- | ------- | -------- |
| Број људи: | 466   | 402      | 365     | 289      |
| Разлика:   |       | -13,73 % | -9,20 % | -20,82 % |

| Година:    | 2023. | 2024.   |
| ---------- | ----- | ------- |
| Број људи: | 294   | 289     |
| Разлика:   |       | -1,70 % |

Према подацима о броју становника из 2011. године насеље је имало 388 становника.